# Potamonautes mutandensis
Potamonautes mutandensis là một loài động vật giáp xác thuộc họ Potamonautidae. Loài này có ở Rwanda và Uganda. Môi trường sống tự nhiên của chúng là hồ nước ngọt.